# La Liste de nos rêves
Pour plus de détails, voir Fiche technique et Distribution.
La Liste de nos rêves (Then Came You) est une comédie romantique américaine réalisée par Peter Hutchings, écrite par Fergal Rock et sortie en 2018.

## Synopsis
Calvin est un jeune bagagiste qui a abandonné ses études et qui est légèrement hypocondriaque. Sa vie change lorsqu'il fait la connaissance de Skye. Elle a rédigé une liste de choses importantes à faire avant de mourir. Elle réussit à embarquer Calvin dans une aventure et à lui faire oublier ses plus grandes peurs. Grâce à elle, il apprend ce que c'est de réellement vivre.

## Fiche technique
Sauf indication contraire ou complémentaire, les informations mentionnées dans cette section peuvent être confirmées par la base de données IMDb.
- Titre original : Then Came You
- Titre français : La Liste de nos rêves
- Réalisation : Peter Hutchings
- Scénario : Fergal Rock
- Direction artistique : Danica Pantic
- Costumes : Jennifer Rogien
- Photographie : Andre Lascaris
- Montage : Jacob Craycroft et Jason Nicholson
- Musique : Spencer David Hutchings
- Production : Nicolas Chartier, Brice Dal Farra, Claude Dal Farra, Irfaan Fredericks, Kerri Hundley, Brian Keady, Alissa Phillips et Derrick Tseng
- Sociétés de production : BCDF Pictures
- Société de distribution : Shout! Factory, Netflix
- Pays d'origine : États-Unis
- Langue originales : anglais
- Genre : comédie romantique
- Durée : 97 minutes
- Dates de sortie :
  - France : 4 janvier 2020
  - États-Unis : 12 octobre 2018 (Festival du film de Woodstock)

## Distribution
- Asa Butterfield : Calvin Lewis
- Maisie Williams : Skye Elizabeth Aitken
- Nina Dobrev : Izzy
- Tyler Hoechlin : Frank Lewis
- David Koechner : Bob Lewis
- Peyton List : Ashley
- Tituss Burgess : Julian
- Sonya Walger : Claire
- Margot Bingham : Lucy Lewis
- Ken Jeong : Officier Al
- Briana Venskus : Officier Mya
- Angel Valle Jr : as Will
- Rabbi Joseph Kolakowski : Rabbi

## Accueil

### Accueil critique
Le film obtient un taux d'approbation de 59% sur Rotten Tomatoes, basé sur 22 critiques, avec une note moyenne de 5,68/10. Nell Minow de RogerEbert a donné au film une étoile sur cinq. Sandie Angulo Chen de Common Sense Media lui a attribué trois étoiles sur cinq.